# Luck and Strange Tour
Luck and Strange Tour bylo čtvrté sólové turné britského kytaristy a zpěváka Davida Gilmoura. Probíhalo od září 2024 do listopadu 2024 při příležitosti vydání jeho pátého sólového alba Luck and Strange.

## Koncerty

### Část 1: Evropské koncerty
| Datum          | Stát               | Město    | Místo             | Poznámky         |
| -------------- | ------------------ | -------- | ----------------- | ---------------- |
| 20. září 2024  | Spojené království | Brighton | Brighton Centre   | zkušební koncert |
| 21. září 2024  | Spojené království | Brighton | Brighton Centre   | zkušební koncert |
| 27. září 2024  | Itálie             | Řím      | Circo Massimo     |                  |
| 28. září 2024  | Itálie             | Řím      | Circo Massimo     |                  |
| 29. září 2024  | Itálie             | Řím      | Circo Massimo     |                  |
| 1. října 2024  | Itálie             | Řím      | Circo Massimo     |                  |
| 2. října 2024  | Itálie             | Řím      | Circo Massimo     |                  |
| 3. října 2024  | Itálie             | Řím      | Circo Massimo     |                  |
| 9. října 2024  | Spojené království | Londýn   | Royal Albert Hall |                  |
| 10. října 2024 | Spojené království | Londýn   | Royal Albert Hall |                  |
| 11. října 2024 | Spojené království | Londýn   | Royal Albert Hall |                  |
| 12. října 2024 | Spojené království | Londýn   | Royal Albert Hall |                  |
| 14. října 2024 | Spojené království | Londýn   | Royal Albert Hall |                  |
| 15. října 2024 | Spojené království | Londýn   | Royal Albert Hall |                  |

### Část 2: Severoamerické koncerty
| Datum              | Stát | Město            | Místo                 | Poznámky |
| ------------------ | ---- | ---------------- | --------------------- | -------- |
| 25. října 2024     | USA  | Inglewood (CA)   | Intuit Dome           |          |
| 29. října 2024     | USA  | Los Angeles (CA) | Hollywood Bowl        |          |
| 30. října 2024     | USA  | Los Angeles (CA) | Hollywood Bowl        |          |
| 31. října 2024     | USA  | Los Angeles (CA) | Hollywood Bowl        |          |
| 4. listopadu 2024  | USA  | New York (NY)    | Madison Square Garden |          |
| 5. listopadu 2024  | USA  | New York (NY)    | Madison Square Garden |          |
| 6. listopadu 2024  | USA  | New York (NY)    | Madison Square Garden |          |
| 9. listopadu 2024  | USA  | New York (NY)    | Madison Square Garden |          |
| 10. listopadu 2024 | USA  | New York (NY)    | Madison Square Garden |          |